# Rockney Ridge
Rockney Ridge ist ein felsiger Gebirgskamm an der Hobbs-Küste des westantarktischen Marie-Byrd-Lands. In der Demas Range ragt er auf der Nordostseite des Mount Goorhigian auf.
Der United States Geological Survey kartierte ihn anhand eigener Vermessungen und Luftaufnahmen der United States Navy aus den Jahren von 1959 bis 1965. Das Advisory Committee on Antarctic Names benannte ihn 1974 nach Vaughn D. Rockney, Meteorologe auf der Byrd-Station von 1968 bis 1969.